# Asada (cràter)
Asada és un petit cràter d'impacte de la Lluna situat a l'extrem nord de la Mare Fecunditatis, a nord-est del cràter Taruntius. Es tracta d'una formació circular amb parets interiors llises que envolten una petita plataforma situada en el seu punt mitjà.

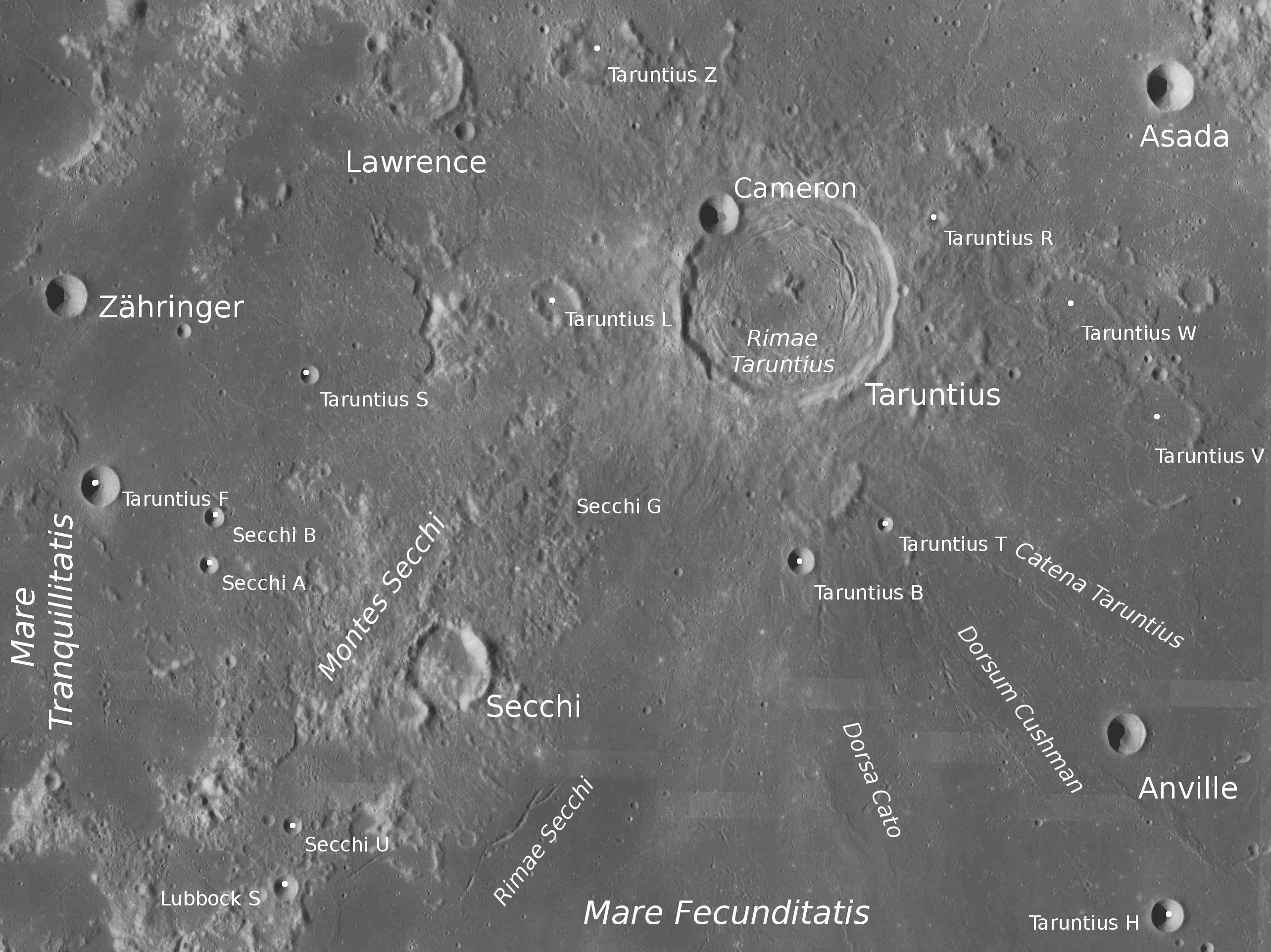
Rodalies d'Asada (cantonada superior dreta). (Fotografia LRO)
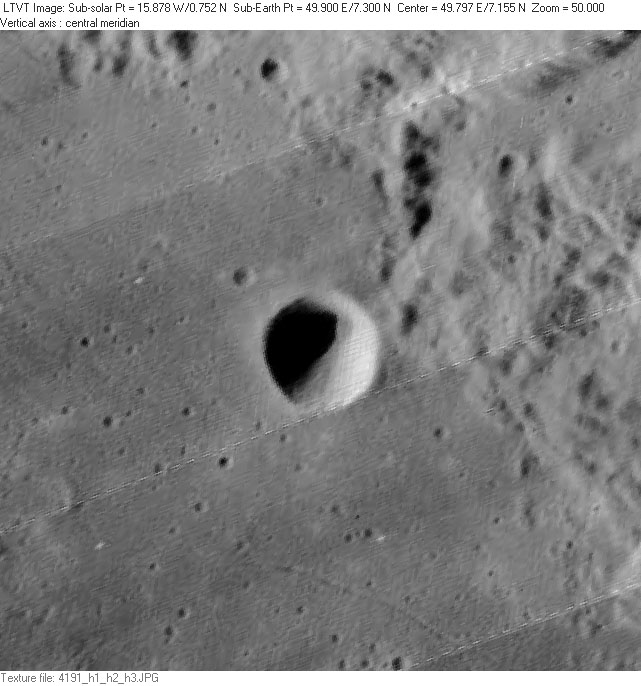
Fotografía de la missió Lunar Orbiter 4
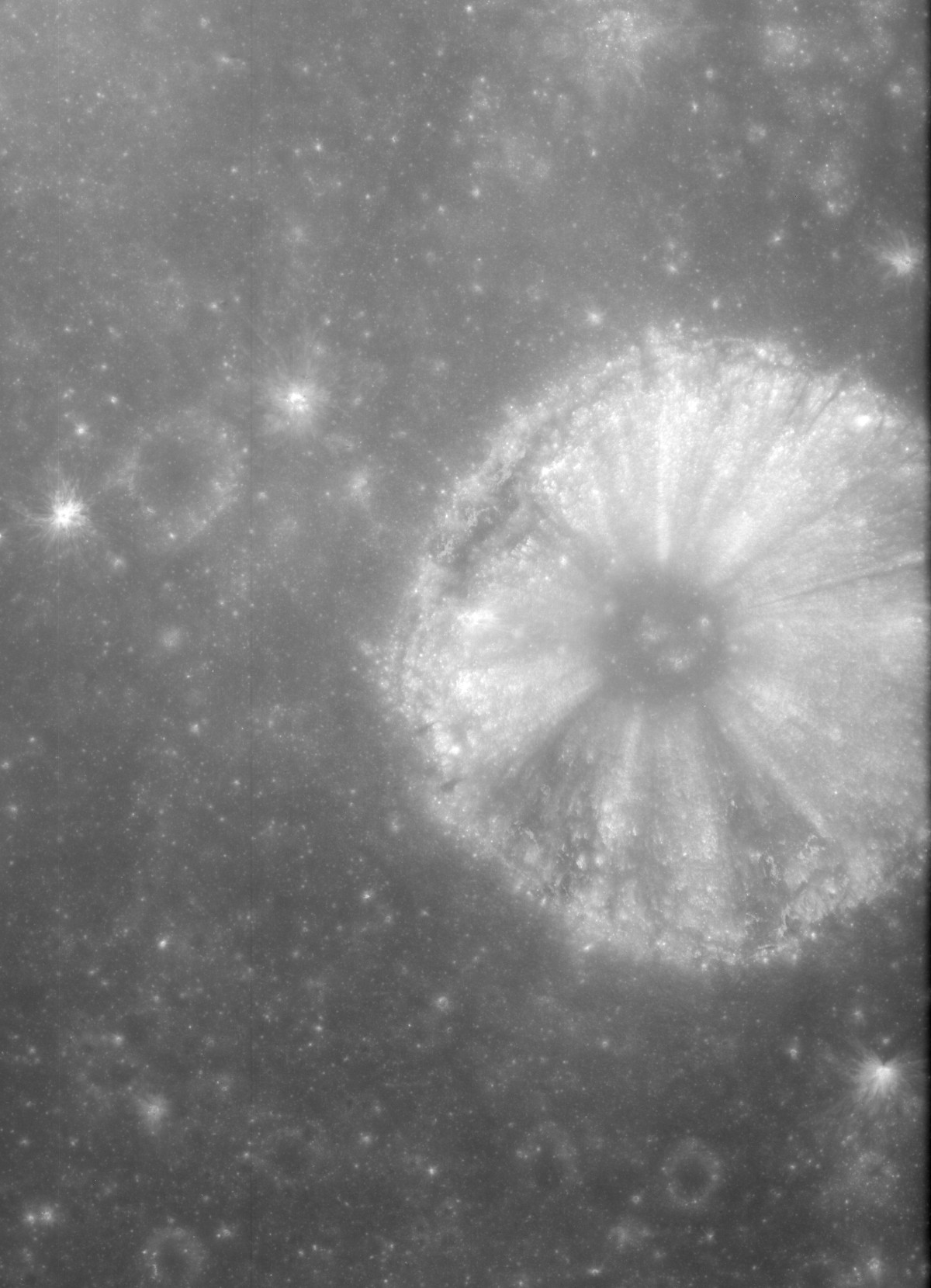
Imatge panoràmica d'Asada des de l'Apollo 17

Asada va ser designat Taruntius A abans de ser reanomenada per la UAI.